# UN-Nothilfekoordinator
Der UN-Nothilfekoordinator (englisch Emergency Relief Coordinator, kurz ERC) ist der Koordinator für humanitäre Hilfseinsätze der Vereinten Nationen.
Diese Funktion wird vom jeweiligen Direktor des Amtes für die Koordinierung humanitärer Angelegenheiten (OCHA) ausgeübt, dieser ist dann zugleich Untergeneralsekretär für humanitäre Angelegenheiten der Vereinten Nationen. Das Amt wird seit 2024 vom Briten Thomas Fletcher ausgeübt.

## Aufgaben
Die Aufgaben des Nothilfe-Koordinators lassen sich in folgende drei Kernbereiche teilen:
- Entwicklung von Verfahrensweisen und Koordinierungsfunktion um den Generalsekretär der Vereinten Nationen zu unterstützen; sicherstellen, dass alle humanitären Belange, inklusive jener, welche nicht direkt in die Bereiche vorhandener Institutionen fallen, z. B. Schutz und Unterstützung für innerhalb eines Landes vertriebener Personen, behandelt werden;
- Fürsprecher für humanitäre Belange in politischen Organen, z. B. im Sicherheitsrat der Vereinten Nationen
- Koordination von humanitären Nothilfeaktionen vor Ort, unter Sicherstellung, dass angemessene Reaktionsmechanismen installiert werden, auch durch Einbeziehung des Ständigen interinstitutionellen Ausschusses (IASC); dazu auch Stellung eines schnell reagierenden Bewertungsteams (UNDAC) vor Ort.

## Amtsinhaber
| #  | Name                   | Nationalität           | Amtszeit                     |
| -- | ---------------------- | ---------------------- | ---------------------------- |
| 1  | Jan Eliasson           | Schweden               | 1992–1994                    |
| 2  | Peter Hansen           | Dänemark               | 1994–1996                    |
| 3  | Yasushi Akashi         | Japan                  | 1996–1998                    |
| 4  | Sérgio Vieira de Mello | Brasilien              | 1998 – Januar 2001           |
| 5  | Kenzo Oshima           | Japan                  | Januar 2001 – Juni 2003      |
| 6  | Jan Egeland            | Norwegen               | Juni 2003 – Dezember 2006    |
| 7  | John Holmes            | Vereinigtes Königreich | Januar 2007 – September 2010 |
| 8  | Valerie Amos           | Vereinigtes Königreich | September 2010 – Mai 2015    |
| 9  | Stephen O’Brien        | Vereinigtes Königreich | Juni 2015 – August 2017      |
| 10 | Mark Andrew Lowcock    | Vereinigtes Königreich | September 2017 – Mai 2021    |
| 11 | Martin Griffiths       | Vereinigtes Königreich | Mai 2021 – Oktober 2024      |
| 12 | Thomas Fletcher        | Vereinigtes Königreich | Oktober 2024 –               |